# Avec le temps
Avec le temps je píseň složená a nazpívaná roku 1971 francouzským zpěvákem Léem Ferrém. Byla vydána na LP se singlem L'Adieu. Producentem se stal Richard Marsan.

## Coververze
Ve francouzském originále byla píseň nazpívána desítkami hudebníků; Céline Dion, Bernard Lavilliers, Hiba Tawaji, Catherine Sauvage, Dalida, Philippe Léotard, Renée Claude, Henri Salvador, Catherine Ribeiro, Juliette Gréco, Alain Bashung, Michel Jonasz, Belinda Carlisle, Abbey Lincoln, Mônica Passos, Bertrand Cantat, Youn Sun Nah, Brad Mehldau a Anne Sofie von Otter, Johnny Hallyday, Tony Hymas...
Roku 2010 nazpívala tuto píseň s názvem Ten zloděj čas na svém albu Mlýnské kolo v srdci mém česká šansoniérka Hana Hegerová se slovenským textem Ľubomíra Feldeka. Stejnou píseň nazpíval roku 2013 na svém albu Melancholie Štefan Margita.